# تيسون رويز
تيسون رويز (بالإنجليزية: Tyson Ruiz)‏ (10 مارس 1988 بجبل طارق في المملكة المتحدة - ) هو لاعب كرة قدم بريطاني في مركز الوسط.

## وصلات خارجية
- تيسون رويز على موقع الاتحاد الأوربي (الإنجليزية)
- تيسون رويز على موقع قاعدة بيانات كرة القدم.إي يو (الإنجليزية)
- تيسون رويز على موقع ناشيونال فوتبول تيمز (الإنجليزية)